# Муравьёв, Сергей Сергеевич
Муравьев Сергей Сергеевич (род. 11 июля 1991, Красноярск) — российский фристайлист, с 2014г.  тренер.

## Карьера
тренер-преподаватель ГБУ МО СШОР "Истина", специалист сборной команды РФ с 2015г.
2019г. тренер ГБУ СШОР «Воробьёвы горы» Москомспорта.
Спортсмены: Кочкина Анастасия (призёрша 3 спартакиады молодежи), Чупа Павел (призер универсиады 2015, участник олимпийских игр 2018), Гайфуллина Эльвира (призёрша чемпионата России 2019г.), Хлопотин Василий, Лосева Татьяна(призёры командного чемпионата России в дисциплине лыжная акробатика.
В 2008 году Сергей Муравьев становится победителем первенства России среди юниоров по фристайлу в дисциплине лыжная акробатика.
В сезоне 2011/12 призер на Чемпионате России в дисциплине акробатика. Член олимпийской сборной Сочи 2014 в дисциплине хав-пайп.
За время работы со сборной командой России была завоёвана бронзовая медаль кубка мира, первая в истории Российского Фрискиинга в дисциплине хав-пайп. В период 2016г.-2018г. являлся председателем всероссийского тренерского совета по фрискиингу. Начиная с сезона 2017г. трижды являются чемпионами России с Чупа Павел. Бронзовые призеры Чемпионата России с Гайфуллиной Эльвирой 2019г.. Под его руководством, впервые в истории Российского фристайла, на командном Чемпионате России завоевывают бронзовые медали с командой: Лосева Татьяна, Хлопотин Василий(2019г.).